# Аликоновский сельсовет
Аликоновский сельсовет — административно-территориальная единица, выделявшаяся в составе города-курорта Кисловодска.
Административный центр — посёлок Аликоновка.

## История
Аликоновский сельский Совет народных депутатов был образован 28 июня 1980 года. Административно подчинён Кисловодскому городскому Совету народных депутатов. В сельсовет входили семь посёлков: Аликоновка, Белореченский, Зеленогорский, Индустрия, Луначарский, Нарзанный и Новокисловодский.
С 1992 года — Аликоновская сельская администрация города Кисловодска Ставропольского края.
С 18 марта 1996 года сельская администрация реорганизована в Аликоновский сельский округ города Кисловодска.
Уже после распада СССР Законом от 29 февраля 1996 года об административно-территориальном устройстве Аликоновский сельсовет был определён как сельсовет, находящийся в ведении города (краевого значения) Кисловодска.
В 2004—2005 годах в Ставропольском крае была проведена административно-территориальная и муниципальная реформа, в результате которой сельсоветы были сохранены только в составе районов. С 2006 года согласно принятому Реестру административно-территориальных единиц в городах областного значения сельсоветы и поссоветы отсутствуют.
С 1 января 2022 года из ОКАТО был исключён.

## Состав
В состав Аликоновского сельсовета входят 7 населённых пунктов:
| № | Населённый пункт | Тип населённого пункта          | Население |
| - | ---------------- | ------------------------------- | --------- |
| 1 | Аликоновка       | посёлок, административный центр | ↗1659     |
| 2 | Белореченский    | посёлок                         | ↘778      |
| 3 | Зеленогорский    | посёлок                         | ↗1633     |
| 4 | Индустрия        | посёлок                         | ↗731      |
| 5 | Луначарский      | посёлок                         | ↗1373     |
| 6 | Нарзанный        | посёлок                         | ↗780      |
| 7 | Новокисловодский | посёлок                         | ↗488      |